# Jill Thompson
Jill Thompson (nascida em 20 de novembro de 1966) é uma roteirista, colorista e ilustradora norte-americana de histórias em quadrinhos,  que também escreve para  teatro, cinema e televisão. Conhecida por seu trabalho com os personagens de Sandman, de Neil Gaiman e sua própria série Scary Godmother (Minha Madrinha Bruxa), ela também trabalhou com os títulos Os Invisíveis, Monstro do Pântano, Mulher-Maravilha e Beasts of Burden (que teve sua primeira edição publicada no Brasil pela editora Pipoca e Nanquim).

## Anos iniciais
Thompson frequentou a American Academy of Art em Chicago, graduando-se em 1987, com um diploma  em ilustração e aquarela.

## Carreira

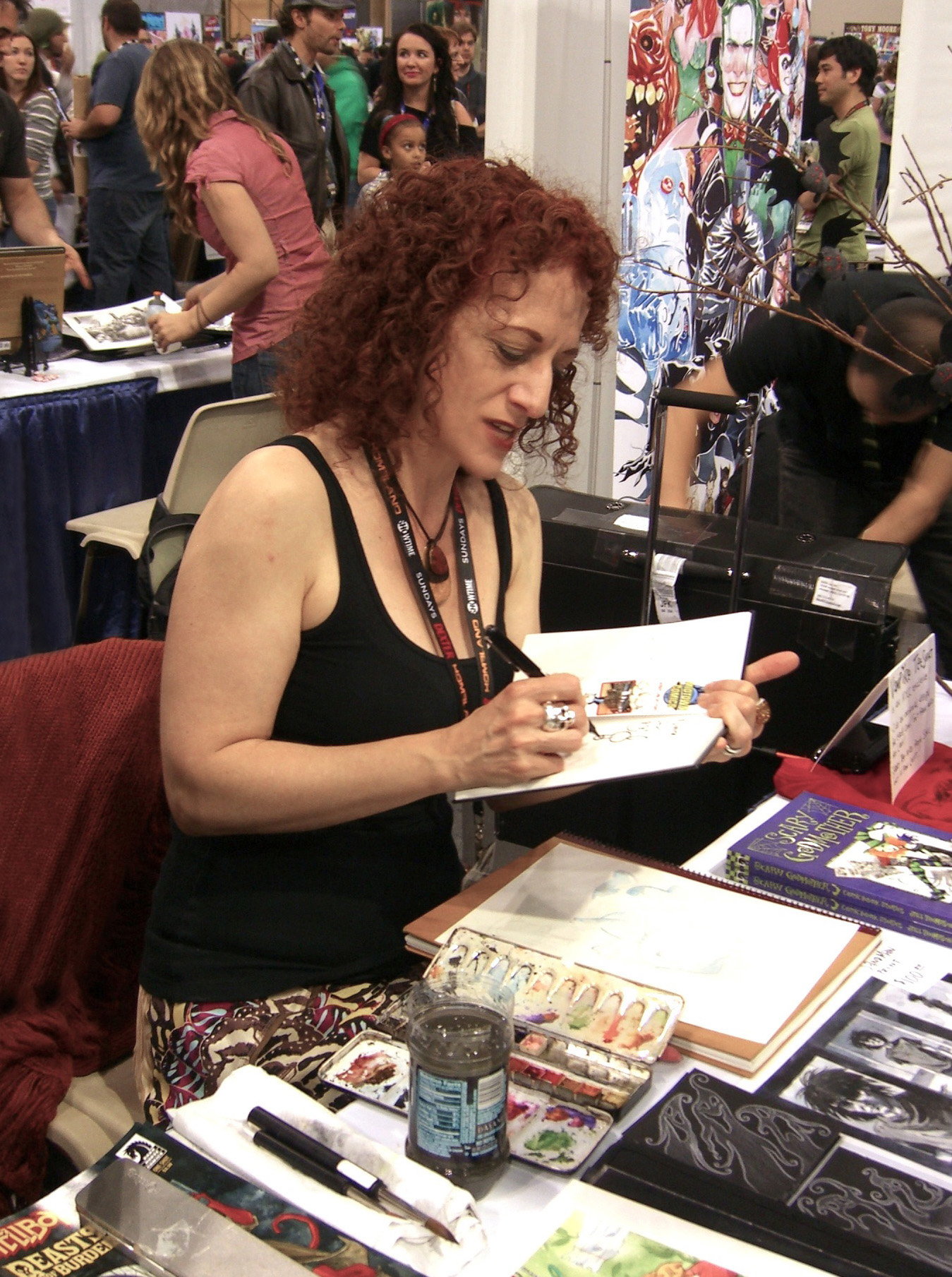
Thompson, ilustrando em seu sketchbook

Jill Thompson começou sua carreira nos quadrinhos na década de 1980, trabalhando para editoras como First Comics e Now Comics. Ela se tornou a artista da série da DC Comics Wonder Woman (Mulher-Maravilha) em 1990.[carece de fontes?]  Seu trabalho na história "Chalk Drawings" em Wonder Woman #46 (Set. 1990) foi elogiado pelo roteirista George Pérez, que afirmou que "foi uma história boa, tranquila, e eu acho que Jill e eu trabalhamos muito bem juntos." Thompson ilustrou o arco de histórias Vidas Breves nas edições  #41-49 de Sandman, e a história "O Parlamento das Gralhas" na edição #40 (parte da coleção Fábulas e Reflexões ). Dentro deste conto ela criou versões infantis de Morte e Morpheus, dois dos Perpétuos, baseados nos personagens clássicos dos quadrinhos Sugar e Spike.
Desde então ela escreveu e ilustrou várias histórias com os personagens de Sandman. Estas incluem o livro no estilo mangá Death: At Death's Door (Morte: A Festa, no Brasil), um dos títulos da DC mais vendidos de 2003, passado durante os eventos de Estação das Brumas, e The Little Endless Storybook (Os Pequenos Perpétuos). Em 2005, Thompson escreveu e ilustrou Dead Boy Detectives, uma graphic novel baseada em dois personagens secundários de Estação das Brumas.
Thompson criou a série de quadrinhos Scary Godmother, publicada originalmente pela Sirius Entertainment e, mais tarde, pela Dark Horse Comics. Os livros originaram dois especiais televisivos: Scary Godmother, Halloween Spooktacular, que foi ao ar em países estrangeiros, em 2003, antes de ser selecionado pelo Cartoon Network dos Estados Unidos em 2004, e  Scary Godmother: The Revenge of Jimmy em 2005. Ambos foram animados usando CGI. Thompson escreveu os scripts e manteve certo controle criativo sobre o projeto. Em 2003, a comercialização dos direitos de Scary Godmother foi revertida para Thompson, permitindo-lhe prosseguir com planos para criar uma boneca da personagem, para a qual ela promoveu uma bem-sucedida campanha no Kickstarter.
Thompson foi entrevistada no filme Ringers:Lord of the Fans, um documentário sobre o fandom de O Senhor dos Anéis . Ela também foi entrevistada para o filme  She Makes Comics, um documentário sobre a história das mulheres na indústria de quadrinhos.
Em 2015, Thompson ficou em quarto lugar na pesquisa "Top 50 Quadrinistas do sexo feminino"  conduzida pelo Comic Book Resources.

## Vida pessoal
Thompson é casada com o colega roteirista de quadrinhos Brian Azzarello, criador de 100 Balas e ex-escritor de Hellblazer e Batman.
Thompson estudou comédia de improviso em Chicago, nas companhias The Players Workshop e The Second City Training Center. Atuou por quatro anos com a Cleveland Improv Trupe.
Thompson é uma ávida jardineira e detém um certificado de Mestre Jardineira do programa de extensão de Chicago .

## Prémios e distinções
Thompson ganhou vários Eisner Awards, incluindo, em 2001, de melhor colorista por Scary Godmother, em 2004, por "Melhor Colorista/Artista Multimídia (iarte interna)" por seu trabalho em The Dark Horse Book of Hautings, e em 2005 por "Melhor História Curta" por Unfamiliar de The Dark Horse Book of the Dead) com Evan Dorkin. Em 2011, a National Cartoonist Society nomeou-a  Melhor Artista de Quadrinhos por Beasts of Burden.
Ela foi indicada para o  prêmio Lulu of the Year, em 1998, ganhando-o em 1999.